# HAL Dhruv
HAL Dhruv (Sanskrit: ध्रुव-Dhruva,Hindi-Dhruv"Severnica") je dvomotorni večnamenski vojaški helikopter indijskega podjetja HAL. Helikopter so razvili s pomočjo podjetja MBB. Prvič je poletel leta 1992, vendar je zaradi sprememb pri načrotvanju in sankcij proti Indiji zaradi testiranja jedrskega orožja, vstopil v uporabo šele leta 2002.

## Specifikacije (Dhruv)
Podatki iz Indian Army, Crawford, HAL
Splošne karakteristike
- Posadka: 1 ali 2
- Število sedežev: 12 potnikov (največ 14) ali 4 nosila
- Dolžina: 15,87 m (52 ft 0,8 in)
- Premer rotorja: 13,20 m (43 ft 3,7 in)
- Višina: 4,98 m (16 ft 4,06 in)
- Površina rotorjev: 137 m² (1472 ft²)
- Teža praznega letala: 2502 kg (5515 lb)
- Uporaben tovor: 2600 kg (5731 lb)
- Maks. vzletna teža: 5500 kg (12125 lb)
- Pogon letala: 2 ×  Šakti turbogredni motor, 1000 kW vsak (1400 KM[6])
Druga opcija motorjev: 2 x Turbomeca TM 333-2B2 turbogredni, 746 kW (1000 KM)  vsak

 Zmogljivost 
- Maks. hitrost: 290 km/h (180 mph, 156,58 vozlov)
- Bojni radij: 320 km (200 mi, 175 nmi)
- Največji doseg: 827 km (516 mi, 447 nmi)
- Višina leta: 6096 m[7] (20000 ft)
- Hitrost vzpenjanja: 10,3 m/s (2030 ft/min)
- Razmerje moč/teža: 329,73 W/kg (0,20 KM/lb)

Oborožitev

- Izstrelki: 

  - 8 protitankovskih raketa
  - 4 raket zrak-zrak
  - 4 x 68 mm lanserji raket
  - 2 torpeda
  - Globinskih bomb, ali protiladijskih raket